# Дайна Уошингтън
Дайна Уошингтън (на английски: Dinah Washington) е американска певица и пианистка.
Определяна е като „най-популярната чернокожа жена-музикант на 1950-те години“. Известна е главно като джаз вокал, но изпълнява други стилове като блус, ритъм енд блус и традиционна поп музика.
Сама се нарича Кралицата на блуса. Получава място в Залата на славата на джаза в Алабама през 1986 г. и в Залата на славата на рокендрола през 1993 г.

## Дискография
- After Hours with Miss "D" (1954)
- Dinah Jams (1955)
- For Those in Love (1955)
- Dinah! (1956)
- In the Land of Hi-Fi (1956)
- The Swingin' Miss "D" (1957)
- Dinah Washington Sings Fats Waller (1957)
- Dinah Sings Bessie Smith (1958)
- Newport '58 (1958)
- What a Diff'rence a Day Makes! (1959)
- September In The Rain (1960)
- Unforgettable (1961)
- Drinking Again (1962)
- Tears and Laughter (1962)
- Back to the Blues (1963)
- Dinah '63 (1963)
- This Is My Story (1963)